# Lawrence Telling
Lawrence Telling   (Minety, 14 d'agost de 1946) és un ex-pilot de trial anglès. A començament de la dècada del 1970 va ser un dels competidors destacats del Campionat d'Europa de trial, anomenat Campionat del Món a partir de 1975, i hi obtingué, entre altres bons resultats, el tercer lloc a l'edició de 1970. Formà part, juntament amb Don Smith i Gordon Farley, de l'equip oficial de Montesa que va guanyar els Sis Dies d'Escòcia de Trial de 1969 en la categoria d'equips.

## Palmarès
| Any  | Motocicleta | Campionat d'Europa | Campionat britànic | Altres                         |
| ---- | ----------- | ------------------ | ------------------ | ------------------------------ |
| 1968 | Montesa     | -                  | 4t                 |                                |
| 1969 | Montesa     | 13è                | 4t                 | 1r als SSDT (categoria Equips) |
| 1970 | Montesa     | 3r                 | 8è                 |                                |
| 1971 | Montesa     | 8è                 | 12è                |                                |
| 1972 | Montesa     | 29è                | ?                  |                                |
| 1973 | Montesa     | -                  | ?                  |                                |
| 1974 | Montesa     | -                  | ?                  |                                |